# Sven Holmberg
Sven Adolf Bernard Holmberg (født 9. februar 1918 i Norrköping, død 1. april 2003) var en svensk skuespiller, der medvirkede i mere end 60 film mellem 1947 og 1988. Han er særligt kendt for sin medvirken i spillefilmen Dirch og blåjakkerne fra 1964 og tv-serien Varuhuset.

## Udvalgt filmografi
- To tossede rekrutter (1947, ukrediteret)
- Poker (1951)
- Ugift far søges (1953, ukrediteret)
- Skyggen (1953, ukrediteret)
- Fartfeber (1953)
- En Skærgårdsnat (1953)
- Gøngehøvdingen (1953, ukrediteret)
- Drømmetyven (1954, ukrediteret)
- Et par kønne detektiver (1954)
- Nattens børn (1956, ukrediteret)
- Johan på Stengården (1956)
- Kvinden i leopard (1958)
- Frøken April (1958)
- Frøken Chic (1959, ukrediteret)
- Ungdom, fart og sex (1959)
- Sovekammertyven (1959, ukrediteret)
- Halstørklædet (tv-serie, 1962)
- Bryllupsnatten (1964, ukrediteret)
- Dirch og blåjakkerne (1964)
- Emil og grisebassen (1973)
- Hedebyborna (tv-serie, 1978-1980)
- Katitzi (tv-serie, 1979)
- Mig og damerne (1983)
- Strindberg - et liv (tv-serie, 1985)
- I lovens navn (1986)
- Varuhuset (tv-serie, 1987-1988)